# Frank Frankfort Moore

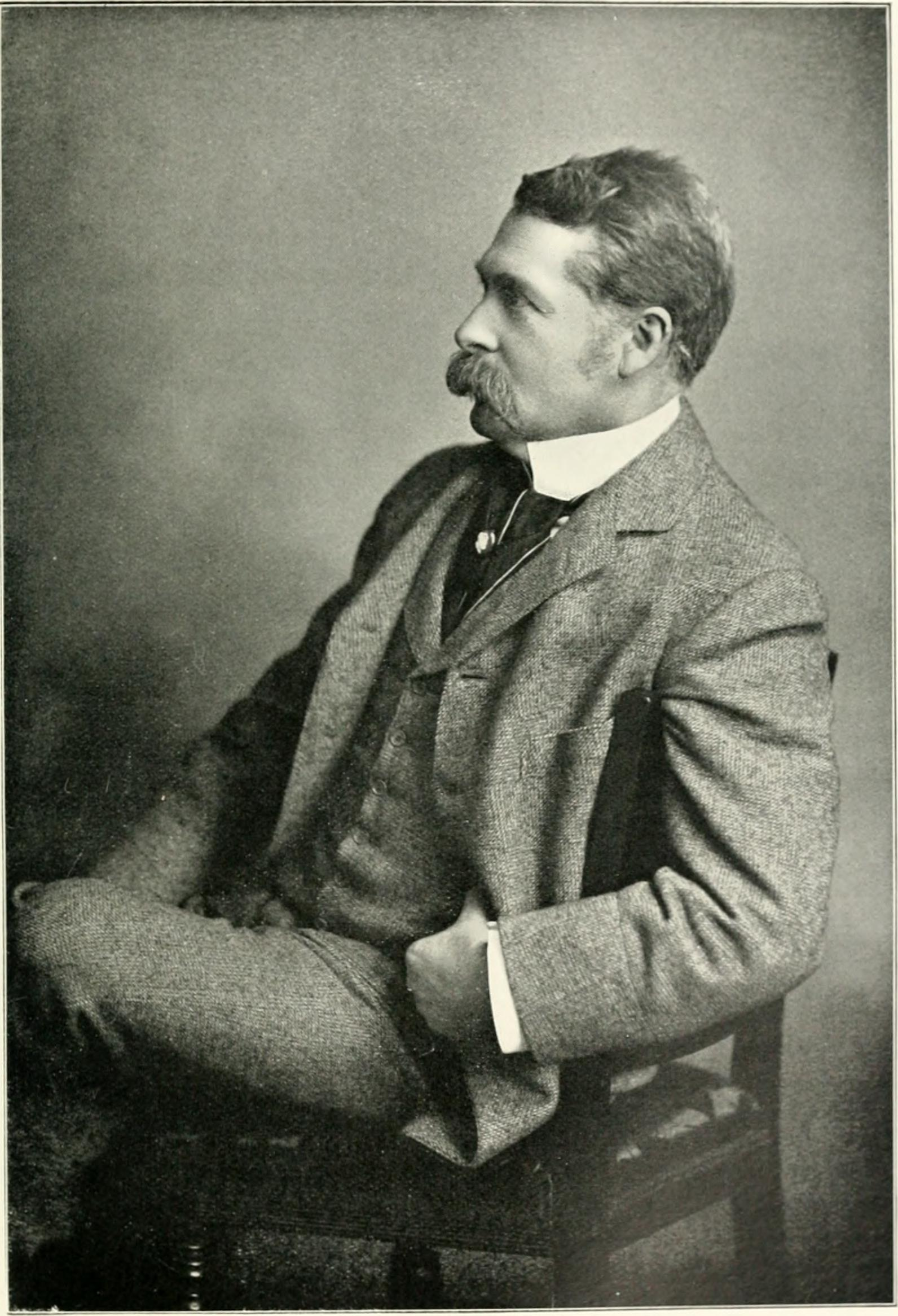
Frank Frankfort Moore (1903)

Frank Frankfort Moore (* 15. Mai 1855 in Limerick, County Limerick, Irland; † 11. Mai 1931 in Lewes, East Sussex, England) war ein irischer Journalist und Schriftsteller.

## Leben
Moore entstammte einer wohlhabenden Familie. Sein Vater war Juwelier und Uhrmacher und ein großer Vertreter des Unionismus. Die Anhänger des Evangelikalismus trafen sich in Moores Elternhaus zu regelmäßigen Gebetsstunden unter Leitung von Michael Paget Baxter (1834–1910) und dessen Ehefrau Elizabeth (1837–1926).
Moore verbrachte seine Schulzeit in Belfast. Er besuchte die Royal Belfast Academical Institution (Grammar School mit Internat) und wechselte anschließend an die Queen’s University. Als Student erlebte er einmal eine Interpretation der Offenbarung des Johannes durch das Ehepaar Baxter, in der Kaiser Napoleon III. mit dem Antichrist gleichgesetzt wurde. Als Antwort darauf verfasste Moore das Pamphlet „Mr. Baxter and the Beast“.
Anlässlich einer Veranstaltung der British Science Association machte Moore 1874 die Bekanntschaft des Naturwissenschaftlers John Tyndall, der ihm dann als Mentor zur Seite stand. Ab dem darauffolgenden Jahr schrieb Moore für die Tageszeitung The News Letter. Schon bald entsandte man ihn zu wichtigen Ereignissen ins Ausland, um dann direkt vom Ort des Geschehens zu berichten. 1878 fuhr er nach Deutschland, um vom Berliner Kongress (→Balkankrise) zu berichten. Er blieb bis zur Unterzeichnung des Berliner Vertrags und konnte die Vertreter aller anwesenden Großmächte interviewen.
1879 reiste Moore in die Kapkolonie (Südafrika) und berichtete vom Zulukrieg. Weitere Reisen führten ihn nach Britisch-Indien, wo er mehrere Militärkampagnen miterlebte. 1885/86 berichtete er aus Birma vom Ende des anglo-birmanischen Kriegs und er war dabei, als König Thibaw Min ins Exil nach Indien ging. Später reiste Moore nach Südamerika, wo ihn die Unabhängigkeitsbestrebungen einzelner Staaten interessierten. Ob es wirklich zu einer Unterredung mit Kaiser Peter II. kam, ist bis heute strittig.
1893 veröffentlichte Moore seinen Roman „I forbid the banns“ und konnte sich mit dem finanziellen Erfolg für immer in London niederlassen. Dort machte er die Bekanntschaft von Alice Balcombe († 1901), die er bald auch heiratete. Seine Schwägerin Florence hatte 1878 den Schriftsteller Bram Stoker geheiratet und sich ebenfalls in London niedergelassen.
In zweiter Ehe heiratete Moore Dorothea Hatton, mit der er sich nach dem Ersten Weltkrieg in Lewes niederließ.

## Rezeption
Moores erste literarische Versuche stammen aus seiner Schulzeit. Als er 1872 einige Gedichte veröffentlichen konnte, brachte ihm das ein großes Lob des Schriftstellers Henry Wadsworth Longfellow ein. Neben seinem Brotberuf als Journalist, den er sehr erfolgreich ausübte, entstand mit den Jahren ein großes eigenständiges literarisches Werk mit über achtzig Romanen. In diesen Romanen erzählte er gerne Geschichten um reale Personen wie zum Beispiel eine Romanze zwischen Oliver Goldsmith und Mary Horneck in „The Jessamy bride“. In einem anderen Roman befasste er sich mit der Rückeroberung Irlands durch Oliver Cromwell.
Den irischen Helden Eoghan Rua Ó Néill ließ er nach Barbados flüchten oder er berichtete über die politischen Skandale der Tammany Hall. Aber auch das Leben und Wirken von Politikern wie Edward Carson oder James Craig wurden literarisch verarbeitet. Daneben verfasste er Theaterstücke, einige Gedichtbände, Satiren und Essays zu politischen Ereignissen und Zuständen.

## Werke (Auswahl)
Autobiografisches
- A journalist’s notebook. London 1899.

Biografien
- The Life of Oliver Goldsmith. London 1910.

Essays
- The rise and fall of Larry O’Lannigan. London 1893.
- The truth about Ulster. London 1914.
- The ulsterman. London 1914.
- Belfast by the sea. London 1928.

Gedichte
- Flying of a shadow. Belfast 1875.
- Dawn. Belfast 1875.
- The discoverer and the Queen’s room. London 1910.

Romane
- Highways and high seas. London 1897.
- The millionaires. London 1898.
- Underhatches. London 1889.
- The slaver of Zanzibar. London 1889.
- I forbid the banns. London 1893.
  - Deutsch: Ungetraut. Die Geschichte einer ernsthaft gespielten Komödie. Goldschmidt, Jean 1894 (2 Bände, übersetzt von Adele Berger)
- The call it love. London 1895.
- Phyllis of Philistia. London 1895.
- The Jessamy bride. London 1896.
- The two clippers. London 1899.
- Captain LAtymer. London 1908.
- Fannys first novel. London 1913.
- The lady of the reef. London 1915.
- Courtship of Prince Charming. London 1920.
- A garden of peace. London 1920.
- The hand and the dagger. London 1928.

Satiren
- Diary of an Irish Cabinet Minister. London 1893.
- The viceroy of Muldoon. London 1893.
- The lighter side of English Life. London 1914.
- A mixed grill. London 1914.

Theaterstücke
- A march hare. Belfast 1877.
- Moth and flame. London 1878.
- Kitty Clive, actress. London 1895.
- The Mayflower. London 1892.